# Céline
Céline (Сели́н) — французский дом моды, основанный в 1945 году Селин Випиана и её мужем Ришаром. Специализируется на производстве модной одежды и аксессуаров класса «люкс» под одноимённой торговой маркой. С 1996 года является частью холдинга LVMH.

## История
Первоначально компания специализировалась на изготовлении и продаже детской обуви.
В 1960 году было принято решение начать производство женских аксессуаров из кожи, таких как саквояжи, сумки и перчатки.
В 1997 году компания запустила собственную линию женской одежды — в качестве модельера был приглашён Майкл Корс. В октябре 2003 года Корс покинул Céline, чтобы сконцентрироваться на собственном бренде.
В 2007–2017 годах главным модельером Céline была Фиби Фило. С 2017 года коллекции выпускает Эди Слиман, до этого работавший в доме моды Saint Laurent. В октябре 2024 года Эди Слиман покинул пост креативного директора Celine. Новым креативным директором Celine стал Майкл Райдер.

## Продажи
Парижские бутики Céline находятся на авеню Монтень и улице Фобур-Сент-Оноре. Компания широко представлена в США, Китае, Японии, Германии, Франции, Италии, Австралии, Канаде — в целом имея более ста бутиков по всему миру, включая магазины в крупных аэропортах. Также продаёт свою продукцию через дорогие универмаги («Галери Лафайет», «Принтам» и «Бон Марше» в Париже, «Барнис» в Нью-Йорке, ЦУМ в Москве и так далее), и через интернет.